# Tahrík-e Tálibán-e Pákistán

Vlajka organizace Tahríke-Tálibán Pákistán

Tahríke-Tálibán Pákistán (urdsky/paštunštinsky: تحریک طالبان پاکستان; Talibánské hnutí v Pákistánu), novináři též často označován jako Pákistánský Talibán, je zastřešující organizací pro různé islamistické skupiny operující na pákistánských Federálně spravovaných kmenových územích poblíž pákistánské hranice s Afghánistánem. Mezi jeho deklarované cíle organizace patří odboj proti pákistánské vládě, zavedení jejich interpretace islámského práva šaría a spojení s afghánskou částí hnutí k boji proti jednotkám Severoatlantické aliance v sousedním Afghánistánu.
Pákistánský Talibán není přímo spojen s afghánským Tálibánem vedeným Muhammadem Umarem. Obě skupiny se liší svou historii, strategickými cíli a zájmy, i přesto že obě skupiny jsou převážně paštunské. Afghánský Talibán bojující proti mezinárodním silám a afghánským bezpečnostním složkám striktně odmítá útoky proti pákistánskému státu. Naproti tomu pákistánský Talibán útočí převážně na cíle v Pákistánu. Mezi útoky, za které pravděpodobně nese odpovědnost, patří útok na hotel Marriott v Islamabádu během nějž zahynul český velvyslanec v Pákistánu Ivo Žďárek.
16. prosince 2014 napadli ozbrojenci z pákistánského Talibánu armádou vedenou školu v Péšávaru přičemž usmrtili přes sto dětí.
Ústřední zpravodajská služba USA (CIA) používá k atentátům na členy pákistánského Talibánu bezpilotní letouny MQ-1 Predator. Tato její taktika plodí kontroverze kvůli úmrtím nezúčastněných civilistů.